# Kyle Busch Motorsports
A Kyle Busch Motorsports, ou KBM, foi uma equipe de automobilismo que corria em categorias de stock car, especialmente a NASCAR, sendo de propriedade do piloto Kyle Busch.

## História

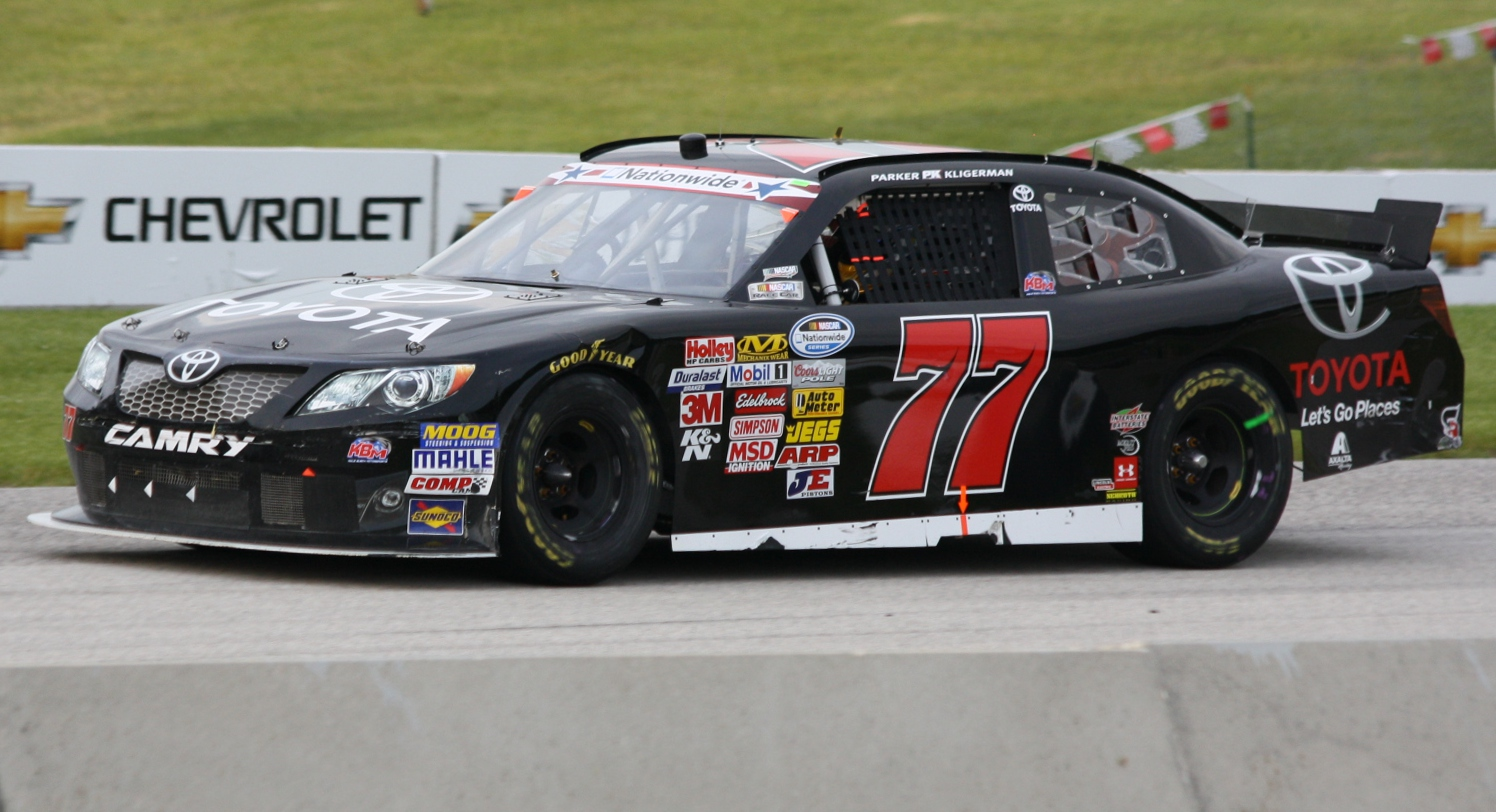
Carro da Kyle Busch Motorsports em 2013.

A equipe foi fundada em 2009 adiquirindo o restante da Xpress Motorsports e adiquirindo carros da Roush Fenway Racing, começando a correr em 2010 na Truck Series, em 2011 Kimi Räikkönen disputou algumas corridas pela equipe na Xfinity Series, em 2015 foi campeã da Truck Series com Erik Jones e em 2017 com Christopher Bell.